# Ilmbacher Hof (Iphofen)

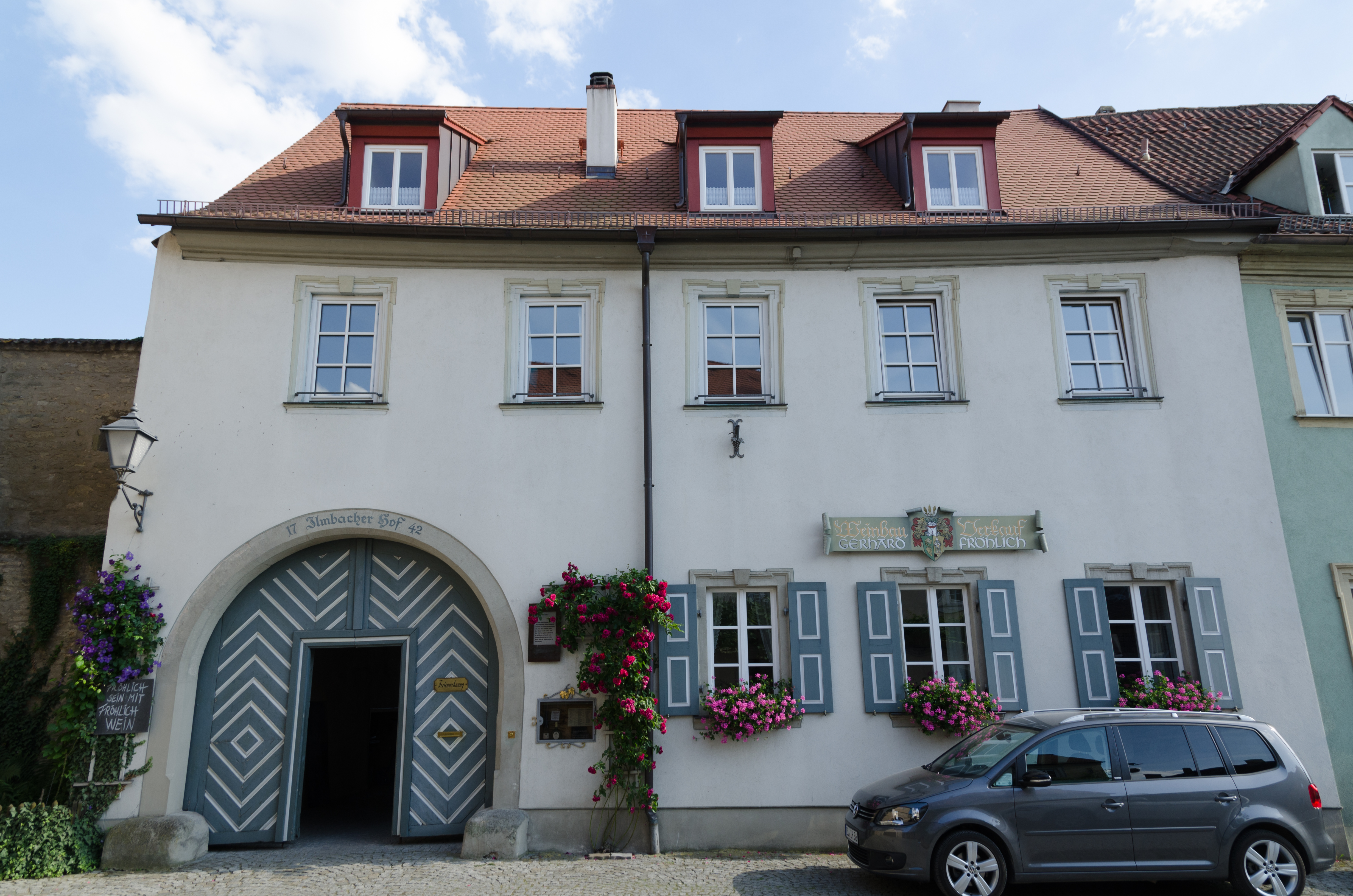
Der Ilmbacher Hof in Iphofen

Der Ilmbacher Hof (Adresse Lange Gasse 36, früher Hausnummer 159) ist ein denkmalgeschütztes Gebäude in der Altstadt des unterfränkischen Iphofen. Der ehemalige Klosterhof wird heute als Weingut genutzt.

## Geschichte
Der Hof, in unmittelbarer Nähe zum Einersheimer Tor im Osten der Stadt Iphofen gelegen, entstand wohl erst nach dem Wiederaufbau des Dreißigjährigen Krieges in der zweiten Hälfte des 17. Jahrhunderts. Der Kern soll auf das Jahr 1650 zurückgehen. An das Kloster Ilmbach gelangte er im Jahr 1741. Am 25. Oktober verkaufte der Fürther Bürger und bambergische Amtmann Franz Paul Wirsching sein als Bauernhof genutztes Anwesen in Iphofen an die Kartause Ilmbach. Das Kloster versuchte durch den Güterzukauf seine immer wieder bedrohte wirtschaftliche Existenz zu sichern.
Allerdings gelang es den Kartäusern zunächst nicht, sich den Eigentümerwechsel auch von der zuständigen Würzburger Regierung bestätigen zu lassen. Erst am 9. Februar 1742 erlaubte das Domkapitel den Verkauf vorzunehmen. Der Kartause erteilte man zugleich ein Verbot. Zukünftig sollten keine Grundstückskäufe mehr erfolgen. Obwohl die Kartause protestierte, blieb das Verbot bis zur Auflösung des Klosters in Kraft. Das Hofgut war mit mehreren Weinbergen, Äckern, Wiesen und Gärten außerhalb der Stadt verbunden. Eventuell wurde die Anlage nach der Erwerbung durch das Kloster umgebaut. 
Mit der Auflösung der Kartause zu Beginn des 19. Jahrhunderts gelangte das Anwesen in private Hände und wird seitdem von der Familie Fröhlich bewirtschaftet. Inzwischen ist der Hof seit sechs Generationen in Händen der Familie. Im 20. Jahrhundert wurde es zu einem Weingut mit Fremdenzimmer umgebaut, wobei die Fassade zur Langen Gasse hin unverändert blieb. Das Anwesen wird vom Bayerischen Landesamt für Denkmalpflege als Baudenkmal eingeordnet. Untertägige Überreste werden als Bodendenkmal geführt. Das Haus ist Teil des Ensembles Altstadt Iphofen.

## Beschreibung
Der Ilmbacher Hof präsentiert sich als zweigeschossiger Satteldachbau. Er steht traufständig zur Langen Gasse hin und entspricht in seiner Bauform einem barocken Häckerhaus. Neben den geohrten Fensterrahmungen gibt hierauf auch die rundbogige Tordurchfahrt Hinweis, über die die Inschrift „17 Ilmbacher Hof 42“ angebracht wurde. Unterhalb des Anwesens befindet sich ein ausgedehnter Gewölbekeller zur Lagerung des Weines, der als ältester Teil der Anlage bereits auf das 17. Jahrhundert zurückgeht. Er wird noch heute zur Weinlagerung verwendet. 